# Atheris hetfieldi
Atheris hetfieldi é uma espécie de serpente venenosa, descoberta em 2020 no sopé de um vulcão na ilha de Bioko, na Guiné-Equatorial. A espécie foi designada com esse nome em homenagem a James Hetfield, vocalista dos Metallica, de que os cientistas que descobriram a espécie (os portugueses Luis Ceríaco e Mariana Marques e o norte-americano Aaron Bauer) são fãs.
A serpente tem escamas espinhosas, castanhas e verdes, e mede até 52 centímetros.